# Nguyễn Bá Ký
Nguyễn Bá Ký (? - 1465) là đại thần nhà Lê sơ trong lịch sử Việt Nam,
ông đi thi Hội đậu Tam giáp đồng tiến sĩ xuất thân, được bổ làm quan giữ chức Suy trung công thần, Dực tiến phụ quốc, Thượng tướng quân, Thái bảo, Chiêu Quận công.

## Sự nghiệp
Nguyễn Bá Ký người làng Vân Nội, huyện Chương Đức, nay là khu vực huyện Chương Mỹ, Mỹ Đức, thành phố Hà Nội. Ông nội của ông là Nguyễn Bá Sương, một phò mã của nhà Hậu Lê và là con rể Lê Lợi, Cha là Nguyễn Bá Nhật, làm quan tới chức Thái bảo, thượng tướng quân; được phong tước Quận công.
Năm 1448 đời Lê Nhân Tông, ông đỗ Hoàng giáp. Sau đó ông làm Tri chế cáo Viện Hàn lâm, rồi thăng Trực học sĩ.
Năm 1452, ông làm Phó sứ sang Trung Quốc chúc mừng vua Minh Đại Tông lập thái tử. Khi trở về, ông làm Tả tư ở tòa Trung thư, và tòa Kinh diên, kiêm chức Thượng kị đô úy, cai quản các cuộc lễ hầu cung vua.
Đầu thời Lê Thánh Tông, ông cùng Nguyễn Trực soạn văn bia Dương lăng. Sau đó Nguyễn Bá Ký làm Tế tửu Quốc Tử Giám, kiêm Đại học sĩ điện Văn minh. Tài đức của ông được vua Lê Thánh Tông quý trọng ban hiệu là "Vân Phong tiên sinh". Ông thường khuyên vua Thánh Tông nên dẫn điển tích trong kinh sử.
Năm 1465, ông mất, Lê Thánh Tông sai quan mang sắc đến dự cùng bài văn tế tỏ lời tiếc thương.
Thơ văn ông thâm trầm, trong Toàn Việt thi lục còn sao chép một số bài đề là Quá Nhuận Hồ cựu đô (Qua đô cũ nhà Hồ).

## Gia quyến
Ông nội Nguyễn Bá Sương là một phò mã của nhà Hậu Lê, con rể Lê Lợi, chồng của công chúa Lê Thị Ngọc Huyền; ông làm tới chức Tổng binh Thuận Hóa.
Cha là Nguyễn Bá Nhật, làm quan tới chức Thái bảo, thượng tướng quân; được phong tước Quận công.
Em ông là Nguyễn Bá Kỳ cũng là bậc đại khoa có danh tiếng đương thời, đỗ đồng tiến sĩ năm 1463, Tấm bia đá trên lăng mộ Nguyễn Bá Kỳ khắc ghi: "Lê triều Khâm sai, Thống tướng, Thái úy An Quốc công,. Sắc phong Sùng huân, Khải trạch Đại vương. Kim triều (tức triều Nguyễn) gia phong Tuấn mại, Cương trung, Trác vĩ, Thượng đẳng tôn thần".Trong khi đó, Sắc ban vào năm 1890, 1924 có gia phong: "Thái úy, An Quốc công, gia phong Dực vận, Phụ quốc, Dương uy, Phù tộ, Cao tông, Hồng liệt, Vĩ duyệt, Sùng huân, Khải trạch Đại vương".
Con Trai Nguyễn Bá Quýnh Thiếu uý, tước Nguyên quận công, Là người bị Trịnh Kiểm gọi về (1569)để Nguyễn Hoàng vào thế khi Ông làm Tổng Trấn Thuận Hóa Quảng Nam.
Cháu ông là Trần Phỉ đỗ thám hoa thời Lê Uy Mục, sau này làm quan cho nhà Mạc, làm đến chức Thượng thư Bộ Binh rồi Thiếu phó, tước Lai quận công.